# Flemming Pless
Flemming Pless (født 29. januar 1957 i København) er en dansk præst, fotograf og tidligere regionsrådsmedlem i Region Hovedstaden for Socialdemokratiet.
Pless gik på N. Zahles Skole. Han var fra 1973 fotografassistent hos Nordisk Film, fra 1976 i lære som fotograf i Kongens Lyngby og blev cand.theol. fra Københavns Universitet i 1987. I perioden 1979-87 boede han på Grønjordskollegiet. Fra 1988 var Flemming Pless sognepræst ved Brorsons Kirke i København. Siden 1994 har han været sognepræst ved Christians Kirke.

## Præstegerning
Pless gjorde Brorsons Kirke på Nørrebro til landets første natåbne kirke. På anden juledag (Skt. Stefans dag) 1999 arrangerede han en symbolsk offentlig stening som en aktion foran Christians Kirke, hvor han udtalte til Politiken: "Eller måske skulle vi stene et medlem af Dansk Folkeparti eller en fascist ... Ja! Lad os stene Mogens Camre. Den mand forstår jeg simpelthen ikke. Han er jo et eller andet sted intelligent, og så har han sådan nogle holdninger." Han har medvirket i programmet Stripperkongens piger på TV Danmark, hvor han viede to strippere. Han har holdt gudstjenester på Statens Museum for Kunst i 2001-2005 med udgangspunkt i museets kunstværker. Han har afholdt tværreligiøse arrangementer, blandt andet medvirken af Dalai Lama og senere hindu-guruen Sri Ravi Shankar til fredskoncerter i Christians Kirke i 2006. B.T. hævdede i sit referat, at "menigheden dansede på bare tæer til meditationsmusik, og guruen smed frugtkarameller i grams", men også, at kirken "denne dag var proppet med folk, der ikke ellers finder vej til gudstjenesterne". Pless modtog en påtale af domprovst Anders Gadegaard, fordi han havde optrådt i præstekjole til en ikke-kirkelig handling i kirkerummet.. Pless er en del af Folkekirkens kriseberedskab i Københavns Stift.
Siden marts 2021 har Pless været suspenderet fra sit job som præst i Christians Kirke. En række kvinder fremsatte en række anklager om grænseoverskridende adfærd, krænkelser og brud på tavshedspligten, der skulle være sket over en længere årrække 

## Politik
Pless var kandidat ved regionsrådsvalget i 2005 i Region Hovedstaden. Han trådte ind i regionsrådet i september 2008 som suppleant for den afdøde Leif Flemming Jensen. Flemming Pless blev genvalgt ved regionsrådsvalgene i 2009, 2013 og 2017. Han stillede også op ved valget i 2021 uden at blive genvalgt. Han havde især med psykiatri og sygehuse at gøre og var formand for regionens serviceudvalg og næstformand for videnskabsetisk komite F. Han er medlem af bestyrelsen for Christianshavns Gymnasium. Han var også opstillet for Socialdemokratiet i Falkonerkredsen ved folketingsvalget 2005.
Pless deltager ofte i den offentlige debat. Han er kritisk mod Danmarks krigsdeltagelse i Irak og Afghanistan og har i den forbindelse bidraget til Kristoffer Zøllners samtalebog Du må ikke slå ihjel. Han deltog i Deadline på DR2 den 23. november 2008, der handlede om ondskab, især i forbindelse med Adolf Eichmann og nazismens folkedrab. Flemming Pless sammenlignede Kurt Westergaards Muhammed-tegning med den dæmoniske udvikling, der fandt sted i Nazi-Tyskland.. Han har også deltaget i en gensidig polemik over for Søren Krarup fra Tidehverv og Dansk Folkeparti.
Han deltager i videoen 911 Fup eller fakta på netstedet 911 Avisen, der promoverer konspirationsteorier om terrorangrebet den 11. september 2001. Han er medunderskriver af et krav om at undersøge terrorangrebet på USA den 11. september 2001 ud fra sammensværgelsesteorier.

## Udgivelser
Pless er medforfatter til to pjecer om Assistens Kirkegård (1993) og Søren Kierkegaard (1994) samt en dansk bearbejdelse af ungdomsbogen Bibelens fantastiske fortællinger, Sesam, 2001. Han har været fotograf og skribent i bl.a. Jyllands-Posten og Ekstra Bladet.
Han bidrog til Kristoffer Zøllners samtalebog Du må ikke slå ihjel (2008) om en dansk soldats oplevelser i Irak.